# Майлін Венде
Ма́йлін Ве́нде (нім. Maylin Wende, до шлюбу Гауш нім. Maylin Hausch; *22 вересня 1988, Штутгарт, Німеччина) — німецька фігуристка, що виступає у парному спортивному фігурному катанні в парі з Даніелем Венде, з яким вони є чемпіонами Німеччини з фігурного катання 2010 року та переможцями турніру «Меморіал Ондрея Непела» 2009 року; учасники Чемпіонатів Європи (8-мі у 2009 і 9-ті у 2010 році) та світу (15-ті у 2009 році).

## Кар'єра
Майлін почала займатися фігурним катанням у 1992 році. До 2006 року вона виступала як одиночниця. Найкращим її результатом було 4-те місце на Чемпіонаті Німеччини з фігурного катання серед юніорів у 2004 році.
У 2006 році Гауш перейшла у парне катання і її партнером став Штефан Хьорман, з яким вони виграли юніорську першість Німеччини з фігурного катання 2006 року. Потому пара розпалася, оскільки партнер вирішив завершити любительську спортивну кар'єру. Венде не змогла знайти нового партнера і на деякий час повернулася у одиночне катання.
У 2008 році тренер Карел Фрауфт поставив Венде у пару з Даніелем Венде. Вони відразу ж завоювали срібло на Чемпіонаті Німеччини з фігурного катання 2009 року, а потому впевнено ввійшли до чільної десятки європейської першості з фігурного катання, а також стали 15-ми на ЧС-2009 року.
Німецький союз ковзанярів для відбору на Олімпійські ігри-2010, встановив наступну схему: спортсмени повинні були набрати певну суму балів на одних з перших трьох міжнародних змагань сезону, у яких візьмуть участь. Для парного катання норматив становив 138 балів. Гауш і Венде набрали 141.96 бали на турнірі «Nebelhorn Trophy—2009» (7-е місце) і, таким чином, увійшли до олімпійської Збірної Німеччини на Олімпійських іграх 2010 року у Ванкувері. Пізніше, у цьому ж сезоні 2009/2010, за відсутності лідерів німецького парного катання Олени Савченко та Робіна Шолкови, вони вперше у своїй спортивній кар'єрі, стали переможцями Чемпіонату Німеччини з фігурного катання 2010 року. На олімпійському турнірі спортивних пар (Ванкувер—2010) фінішували 17-ми.

## Спортивні досягнення
(з Даніелем Венде)
| Сезони/Змагання                          | 2008/2009 | 2009/2010 |
| ---------------------------------------- | --------- | --------- |
| Зимові Олімпійські ігри                  |           | 17        |
| Чемпіонати світу з фігурного катання     | 15        |           |
| Чемпіонати Європи з фігурного катання    | 8         | 9         |
| Чемпіонати Німеччини з фігурного катання | 2         | 1         |
| Турніри: «Ice Challenge»                 |           | 4         |
| Турніри: «Nebelhorn Trophy»              |           | 7         |
| Меморіали Ондрея Непела                  |           | 1         |

## Виноски
1. ↑  Система відбору на Олімпійські ігри у Ванкувері [Архівовано 27 жовтня 2010 у Wayback Machine.] (нім.)
2. ↑  DOSB nominiert die ersten 44 Aktiven für Vancouver [Архівовано 25 лютого 2010 у Wayback Machine.] (нім.)